# マックス・シュティルナー

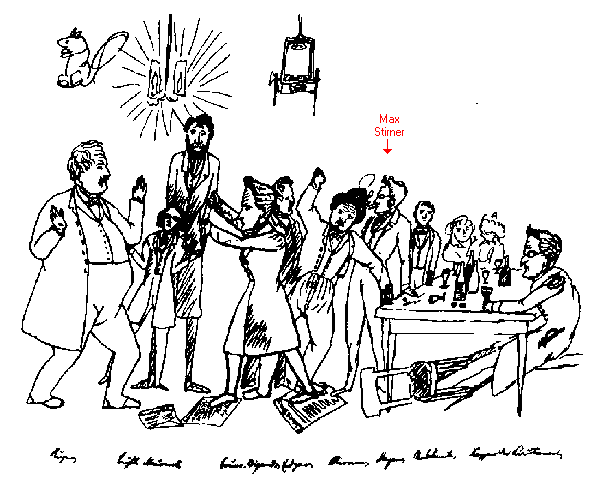
ヘーゲル左派のメンバー・ルーゲやエトガー・バウアー・シュティルナーらがかかれている。（エンゲルス風刺画）

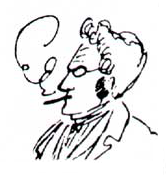
（エンゲルス画） 1842年

マックス・シュティルナー（Max Stirner, 1806年10月25日 - 1856年6月26日）は、ドイツの哲学者。青年ヘーゲル派の代表的な哲学者の一人とされる。マックス・シュティルナーという名前は、ペンネーム（筆名）であり、本名はヨハン・カスパー・シュミット (Johann Kaspar Schmidt) である。シュティルナーの名は、彼の身体的特徴である突起している額（Stirn）にちなんで高校時代につけられたニックネームに由来する。なお日本語では「スチルネル」や「スティルネル」と表記されることもある。

## 概要
ヨハン・ゴットリープ・フィヒテとルートヴィヒ・アンドレアス・フォイエルバッハの哲学に影響され、極端なエゴイズムを軸とする哲学を展開。いかなる人間的共通性にも解消出来ない交換不可能な自己の自我以外の一切のものを空虚な概念として退け、その自己が、自らの有する力によって所有し、消費するものだけに価値の存在を認める徹底したエゴイズムという彼の思想は、青年ヘーゲル派のメンバーに大きな影響を与えると同時に批判にもさらされた。
しかしながら、彼のエゴイズムは単なる浅薄な利己主義ではなく、個々の人間の人格の独自性と自律性を最大限に重んじる立場である。シュティルナーの思想は、強力に個人主義に見えるが、しかし、シュティルナーによって「移ろいゆく自我（das vergängliche Ich）」と称されるその「自我」にかかわる思想は、近代的な意味の個人の概念とは異質なものであり、単に近代的自由主義における「過激な個人主義」というわけではない（参考文献欄『哄笑するエゴイスト』参照）。シュティルナーは、唯一者（後述）の自由を求めているのであって、個人（国民集団を分割した最小単位としてあらわれる人間の概念）の自由は、それとは異なる。シュティルナーによれば、自由主義の想定する「国民の自由」は、シュティルナーの求める「私の自由」とは異なるのである。
シュティルナーの哲学は、シュティルナーと同様に青年ヘーゲル派に属していたカール・マルクスやフリードリヒ・エンゲルスにも多大な影響を与えており、エンゲルスは「私たちはシュティルナーの到達した地点から出発しなければならない。そしてそれをひっくり返さなければならない」と述べ、「利己主義による共産主義」というものを提起している。マルクスやエンゲルスは、主にシュティルナーの思想に見られるニヒリズム的傾向を批判しているが（『ドイツ・イデオロギー（第3篇 聖マックス）』）、今日の研究では、彼らの批判は、シュティルナーの哲学理論を理解していなかったことによることが指摘されている。『ドイツ・イデオロギー』では、シュティルナーに対する批判、反駁が強く行われていた。
また、シュティルナーはアナキストは自称していなかったものの、前記の徹底したエゴイズムの立場から、個人の価値を阻害する国家権力や圧力体系としてのあらゆる権力を唯一者に対して否定する。従ってシュティルナーの思想は、後続世代の個人主義的アナキズムに深い影響を与えることとなった。シュティルナーは『唯一者とその所有』において、「エゴイストの連合」なるものの成立を提唱している。
エドゥアルト・フォン・ハルトマンの無意識者の思想はもちろんのこと、自我の超克を求めていたという点からは、フリードリヒ・ニーチェの超人の概念にも影響を与えたといえるが、ニーチェ自身がシュティルナーの思想について言及している点は確認されていない。この点に関してはフリードリヒ・ニーチェとマックス・シュティルナーとの関係性の記事を参照されたい。実存主義哲学の先駆者としては、セーレン・キェルケゴールとほぼ同時期に「唯一者（独: der Einzige）（1844年）」としての自我を全ての思考と行動の基礎に据えようとした点が特筆されるべきである。キェルケゴールによる「単独者（独: der Einzelne）」の概念は、『死に至る病』（1849年）において初めて提出されたものであった。

## 生涯
シュティルナーは、バイロイトで楽器職人の子として生まれた。小さい頃から、ラテン語やフランス語などに親しみ、優秀であった。彼の通っていた高校が後に老ヘーゲル派を代表する学者・ゲオルク・アンドレアス・ガプラーが校長を務めていた学校である、イムホーフ高校であるのも受けて、当時ヘーゲル哲学の牙城・ベルリン大学に進学。たちまち哲学、特にヘーゲルを中心とするドイツ観念論の虜となるが、かねてから病気療養中の母のために、退学を余儀なくされる。
その後、いくつかの大学に断続的に在籍し、教員資格を手にし、1839年から高等学校の語学と歴史の教職を手にし主著『唯一者とその所有』を書き上げる。生涯ベルリンで過ごした、同時にこのころから「フライエン（"Die Freien"「自由人」の意）」と呼ばれていた青年ヘーゲル派（ヘーゲル左派）の人物を中心に、軍人・芸術家・学生などの人物らと酒場で交わり、自由や政治について語り合った。このグループは時として酒乱が高じた振る舞いもした。このグループらと交わり、ブルーノ・バウアーらと共に中心的な人物となる。このグループとの交流により、やがて無政府主義的な考え方が生じたといえる。他にマルクスが主宰する「ライン新聞」に「芸術と国家」「愛の国家についての試論」などを発表。ルートヴィヒ・アンドレアス・フォイエルバッハやバウアーからも一目を置かれる存在（あるいは後には論敵に）となる。シュティルナーの自由人ぶりが高じ、無神論的な奇抜な自身の結婚式を行い、夫婦で始めた商売が失敗して離縁され、それが機縁で1845年に教職を辞す羽目ともなる。
彼は翻訳などで生計を立てようとしたが、貧困に苦しみ、孤独のうちに死去した（餓死したとされている）。遺体は引き取り手がなかったため、かつての盟友ブルーノ・バウアーが引き取り、バウアーによって葬られた。主著『唯一者とその所有』は、マルクスとエンゲルスの共著『ドイツ・イデオロギー』が多くのページを割いて批判の試みをしていることからも分かるように、シュティルナーの歩んだ孤独な生涯に反して、その思想は当時の思想家たちに多くの議論を巻き起こしたといえる。

## 思想
シュティルナーは、いかなる人間的共通性にも解消しえない「私」という自我を指して、それを「唯一者」と呼ぶ。「唯一者」は私を指し示す単なる名辞、記号であるに過ぎない。「唯一者」を一般的・普遍的に定義することは不可能である。なぜなら「唯一者」とは、個別的・具体的な自我であり、私が所有することができるもの、自己が消費することができるもの一切だからである。
「唯一者」はいかなる概念によっても規定することはできない。私という現実にある自我によってのみ内容と規定が生じる。そうして初めて自己は自己として生きることができるのである。彼は単なる独我論を主張していたのではない。このことは、主体的に独立した個々人による真の人間的連帯を彼が想定していたことからも明らかである。彼が個人主義的アナキズムや実存主義の先駆けと評価されているのも、彼が自らの力によって所有し、消費するものだけに価値の存在を認めたこと、そして自己自身、つまり自我を思想の根底に置いたことが理由としてあげられる。
また、彼のいう自我は、主著である『唯一者とその所有』を飾った次の言葉に現されている。

"Ich hab' mein Sach' auf Nichts gestellt." 「私の事柄を、無の上に、私はすえた。」

彼はこの言葉どおり、自己を「無」、つまり誰もが迎える「死」という必然によって規定される有限なる主体であることを自覚しつつ、生きていく瞬間瞬間において常に自らが自らを定立し、新たに自己自身（自我）を創造し、被造物である自己をとどまることなく超克する（自己規定を克服する）もの、すなわち「創造的虚無」として捉えている。

## 著作
『唯一者とその所有』はシュティルナーの主著たる大著。下段『シュティルナーの批評家たち』は、『唯一者とその所有』へのヘーゲル左派哲学者たちからの批評に対する、シュティルナーからの反論である。ジャーナリストであったシュティルナーのこの他の著書は、基本的に時事論説ばかりである。
日本の大正時代の哲学者、辻潤による和訳『唯一者とその所有』が、オリオン出版社から昭和45年に辻潤著作集6として発行された。
- 片岡啓治訳『唯一者とその所有』（原著1844年）現代思潮新社　上巻・下巻　改版2013年。
  - 邦訳としては片岡訳以外に草間平作訳（岩波文庫、上巻・下巻）が存在する。なお岩波版の著者名は「スティルネル」と表記されている。
  - 1929年（昭和4年）に平凡社・社会思想全集の第25巻にニーチェを併載として『唯一者と其所有』が訳出されている（生田長江・高橋清共訳）。著者名はマクス・スティルネルと表記されている。その、訳者の序によれば辻潤による訳業がある旨記されているが、生田・高橋訳を原文（レクラム版）からの最初の直接訳としている。
  - 上掲の辻潤訳は当初「無我経」の訳題で刊行され、後に春秋社の「世界思想全集」や改造社の改造文庫に「唯一者とその所有」の訳題で収録されている。辻訳は、上述の生田長江・高橋清訳の序にもあるとおり英訳本からの訳であるが、必要に応じてドイツ語版も参照している。
- 星野智・滝口清栄訳『シュティルナーの批評家たち』（原著1845年）
  - 『ヘーゲル左派論叢 第1巻 ドイツ・イデオロギー内部論争』所載　御茶の水書房　1986年。